# 11584 Ferenczi
A 11584 Ferenczi (ideiglenes jelöléssel 1994 PP39) a Naprendszer kisbolygóövében található aszteroida. Eric Walter Elst fedezte fel 1994. augusztus 10-én. Nevét a magyar Ferenczi Sándor után kapta.